# Pandemia de COVID-19 nas Ilhas Virgens Britânicas
Este artigo documenta os impactos da pandemia de COVID-19 nas Ilhas Virgens Britânicas e pode não incluir todas as principais respostas e medidas contemporâneas.

## Cronologia
Em 25 de março, os dois primeiros casos foram confirmados, um vindo da Europa e o outro de Nova Iorque. Em 18 de abril foi registrada a primeira morte por COVID-19. Em 27 de abril, o Ministro da Saúde Carvin Malone anunciou que a ilha compraria suprimentos médicos de fontes não americanas depois que a Alfândega dos EUA apreendeu US$ 12000 em suprimentos médicos Covid-19. A remessa havia sido liberada em 16 de abril.